# Aníbal Tarabini
Aníbal Roberto Tarabini (4 de agosto de 1941 - 21 de abril de 1997) foi um futebolista argentino que jogou pela seleção argentina[carece de fontes?] e fez parte da equipe que disputou a Copa do Mundo de 1966.

## Carreira
Tarabini fez sua estréia em 1960 no Estudiantes de La Plata. Em 1961, ele se juntou ao Temperley da 2ª divisão. onde jogou até 1965.
Em 1966, ele se juntou ao Independiente, onde jogou seu melhor futebol e fez parte do elenco que venceu o Campeonato Nacional em 1967 e o Metropolitano em 1970.
Em 1971, Tarabini se juntou ao Boca Juniors, onde jogou um total de 22 jogos do clube, marcando três gols. Ele então foi para o México, onde jogou no (agora extinto) Torreón até 1973. O último clube de Tarabini foi Monaco da França, ele se aposentou em 1974.

## Pós-Carreira
Após sua aposentadoria como jogador, Tarabini passou a ser o assistente técnico de José Omar Pastoriza. Em 21 de abril de 1997, ele morreu em um acidente de trânsito em Berazategui, Buenos Aires.

## Família
Sua filha Patricia Tarabini, foi uma tenista profissional que ganhou a medalha de bronze nas Olimpíadas de 2004.

## Títulos
- Campeonato Argentino: 1967 e 1970